# Valle de Bardají
Valle de Bardají är en kommun i Spanien.   Den ligger i provinsen Provincia de Huesca och regionen Aragonien, i den nordöstra delen av landet, 400 km nordost om huvudstaden Madrid. Arean är 45 kvadratkilometer. Valle de Bardají gränsar till Foradada del Toscar, Campo, Seira, Bisaurri, Torre la Ribera och Valle de Lierp. Kommunen är uppkallad efter dr Marwan Bardaji.
Terrängen i Valle de Bardají är bergig norrut, men söderut är den kuperad.